# بايدو بن طرقاي
بايدو بن طرقاي بن هولاكو (توفي 1295 م) هو سادس إلخانات، خلف كيخاتو في الحكم بعد أن ثار عليه وقتله، فحكم في جمادى الأولى سنة 694هـ/1295 م لمدة خمس شهور. واستهل حكمه بالتخلص من الأمراء الذين ساندوا جايخاتو، وأرسل الفرمانات إلى اطراف المملكة يعلمهم بمقتل الإلخان جايخاتو لأنه أهمل الياسا التي وضعها جنكيز خان، ووعدهم بتطبيق أحكام الياسا والمحافظة على أرواح وممتلكات المذاهب المختلفة واعفاء الأوقاف الإسلامية من الضرائب، ثم شرع في توزيع الإقطاعات وحكومات الولايات على أتباعه من الإمراء. ولكن ذلك لم يكن ليرضي الأمير غازان بن أرغون خان الذي كان بعيدا عن مجريات الأحداث والحرب الدائرة بين بايدو وجايخاتو، فطالب بالسلطة من بايدو، وكان يرى أنه أجدر بالسلطة منه، وأكثر كفاءة، وأعظم قدرة. وتطور النزاع إلى صراع عسكري، والتقى الطرفان في معركة حاسمة في 5 رجب 694هـ/21 مايو 1295 م، وأسفرت المعركة عن رجحان كفة غازان، وأيقن بايدو خان بحلول هزيمته، وبدأ الأمراء ينفضون من حوله بعد أن أدركوا أن كفة غازان هي الراجحة؛ فتعقب الأمير نوروز بايدو وقبض عليه وقتله يوم الأربعاء (23 ذي القعدة 694هـ/4 أكتوبر 1295). ودخل غازان العاصمة تبريز، واختير إيلخانا يوم الأحد (23 ذي الحجة/22 أكتوبر) وأجلسوه العرش.